# 18 janvier
Pour les articles homonymes, voir Dix-Huit-Janvier.
18 décembre 18 février
Chronologies thématiques
- Croisades
- Ferroviaires
- Sports
- Disney
- Anarchisme
- Catholicisme

Abréviations / Voir aussi
- (° 1852) = né en 1852
- († 1885) = mort en 1885
- a.s. = calendrier julien
- n.s. = calendrier grégorien
- Calendrier
- Calendrier perpétuel
- Liste de calendriers
- Naissances du jour

Le 18 janvier est le 18e jour de l'année du calendrier grégorien.
Il reste 347 jours avant la fin de l'année, 348 lorsqu'elle est bissextile.
C'était généralement le 29e jour du mois de nivôse dans le calendrier républicain ou révolutionnaire français, officiellement dénommé jour du mercure.

## Événements

### IVesiècle
- 350 : Magnence usurpe le titre d'empereur romain d'Occident.

### Vesiècle
- 474 : Léon II devient empereur byzantin, à l'orient de l'Empire romain d'Occident quant à lui à l'agonie.

### VIesiècle
- 532 : Bélisaire réprime la « sédition Nika » dans le sang.

### XIIesiècle
- 1126 : Song Huizong abdique, son fils Song Qinzong lui succède le lendemain.

### XVesiècle
- 1486 : Henri VII Tudor d'Angleterre épouse Élisabeth d'York, dans le but de mettre fin à la guerre civile des Deux-Roses.

### XVIesiècle
- 1535 : fondation de la ville de Lima au « nouveau monde » (actuelle capitale du Pérou).

### XVIIesiècle
- 1650 : début de la Fronde des princes en France.
- 1665 : instauration de l'impôt de la capitation en France.
- 1671 : début de l'expédition contre la ville de Panama en Amérique centrale par le pirate Henri Morgan.

### XVIIIesiècle
- 1701 : Frédéric III de Brandebourg devient le premier roi en Prusse.
- 1778 : James Cook découvre l'archipel de Hawaï dans l'Océan pacifique.

### XIXesiècle

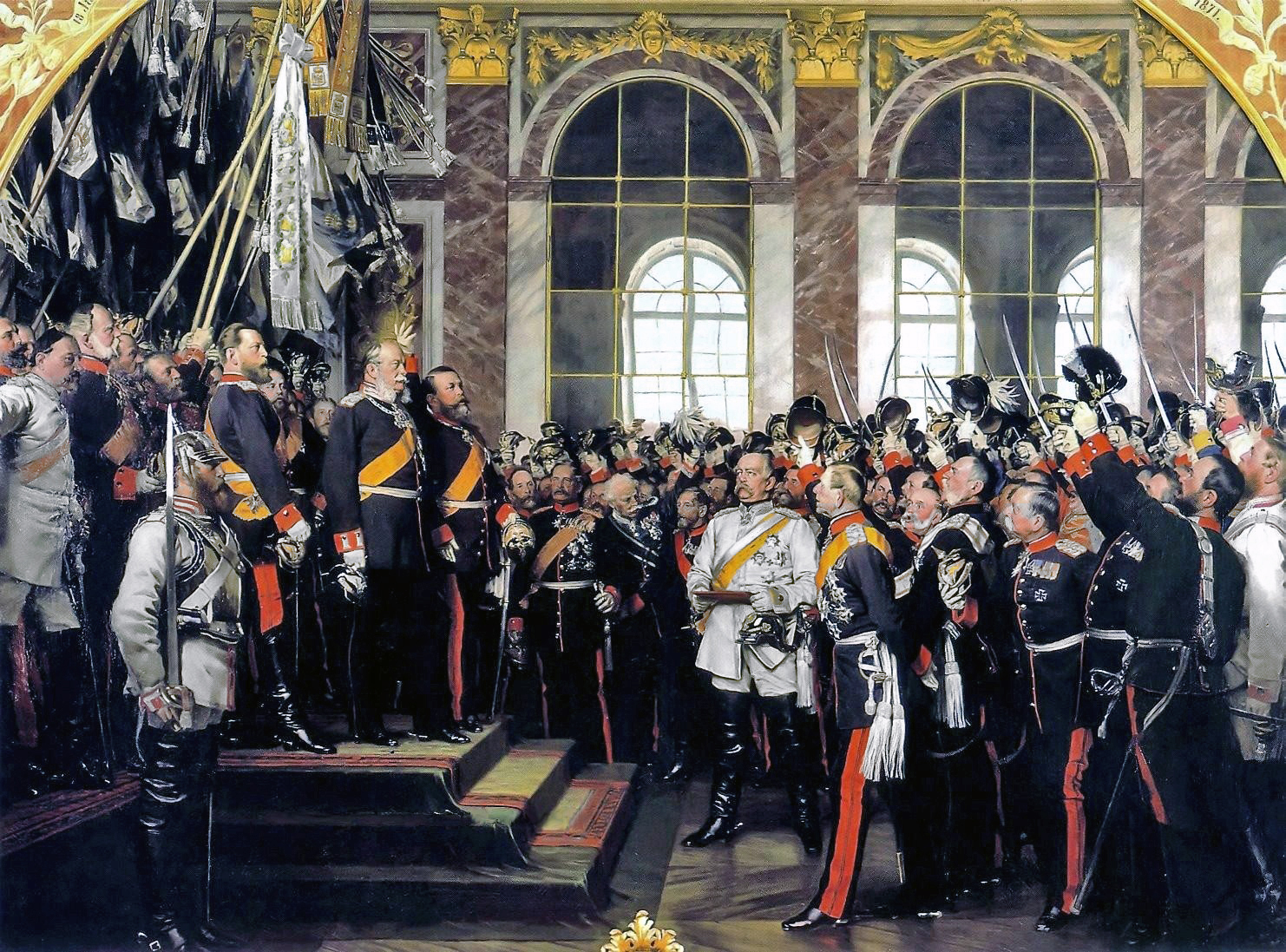
À Versailles, en France en partie occupée, proclamation du roi Guillaume Ier de Prusse comme empereur allemand.

- 1802 : "épuration" de l'assemblée française du Tribunat par le triumvirat consulaire, après son opposition au projet de "code civil".
- 1835 : bataille de Miñarica.
- 1871 :
  - derniers combats de la guerre franco-prussienne à Saint-Mélaine en Mayenne[1] (faubourg futur quartier lavallois de Saint-Vénérand, saint vénéré ci-après in fine, voir aussi l'apparition mariale de Pontmain en Mayenne à partir de la veille 17 janvier) ;
  - proclamation du roi Guillaume Ier de Prusse comme souverain héréditaire du nouvel Empire allemand (deuxième Reich), dans la galerie des Glaces du château de Versailles près de Paris.

### XXesiècle
- 1913 : victoire de Pávlos Koundouriótis à la bataille de Lemnos, pendant la première guerre balkanique.
- 1918 : dissolution de l'Assemblée Constituante russe élue en décembre 1917.
- 1919 : début de la conférence de paix de Paris, après l'armistice du 11 novembre 1918 ayant fait taire les armes de la Première Guerre mondiale.
- 1952 : déclenchement de l’insurrection populaire contre l'occupation française en Tunisie[2].
- 1991 : cinq missiles Scud irakiens atteignent Tel Aviv et Haïfa en Israël (guerre du Golfe).
- 1997 : démission du chancelier autrichien Franz Vranitzky.
- 2000 : démission de Helmut Kohl de la fonction de président d'honneur de l'Union chrétienne-démocrate (CDU) allemande.

### XXIesiècle
- 2001 : reconnaissance du génocide arménien par le Parlement français, au grand courroux des autorités turques d'alors.
- 2007 : le président de la République de France Jacques Chirac rend hommage aux Justes de France en dévoilant une plaque dans la crypte du Panthéon de Paris.
- 2009 : investiture spectacle We are one du président des États-Unis tout juste élu fin 2008 Barack Obama devant le mémorial de Lincolm de Washington et plus de 400 000 personnes sur place dont les vedettes Beyoncé, Bruce Springsteen, Shakira, U2, Tom Hanks, Samuel Jackson, Steve Carrell[3].
- 2022 : l'eurodéputée maltaise Roberta Metsola est élue présidente du Parlement européen pour succéder à David Sassoli[4].

## Arts, culture et religion
- 1825 : inauguration du théâtre Bolchoï en Russie.
- 1844 : première de l'opéra Caterina Cornaro de Gaetano Donizetti.
- 1862 : l'Église catholique authentifie les apparitions de la Vierge Marie (mère de Jésus) à Lourdes, neuf ans avant celles de Pontmain.
- 1996 : élection de Hector Bianciotti à l'Académie française.
- 1998 : Jean-Paul II nomme vingt-deux nouveaux cardinaux, dont l'archevêque de Lyon et primat des Gaules français Jean Balland.
- 2008 : George Clooney est nommé « messager de la paix » par l'ONU pour son aide au Darfour (sud du Soudan, Afrique de l'est).
- 2010 : sortie du simple Baby du chanteur canadien de 16 ans Justin Bieber, extrait de son deuxième album[3].

## Sciences et techniques
- 2005 : présentation de l'Airbus A380 européen à Toulouse en Occitanie (Midi-Pyrénées d'alors).

## Économie et société
- 1695 : instauration de l'impôt de la capitation en France.
- 1800 : création consulaire de la Banque de France[5].
- 1982 : Chaïm Nissim attaque le chantier du réacteur nucléaire Superphénix au lance-roquettes.
- 1986 : l'accident d'un avion Caravelle au Guatemala provoque 87 victimes.
- 1996 : démission en France du président-fondateur de l'ARC (association pour la recherche sur le cancer) Jacques Crozemarie.
- 2019 : au Mexique, l'explosion d'un oléoduc à Tlahuelilpan (État fédéré de Hidalgo) cause au moins 85 morts.

## Naissances

### XVIesiècle
- 1519 : Isabelle Jagellon, reine de Hongrie de 1526 à 1540 († 15 septembre 1559).

### XVIIesiècle
- 1641 : François Michel Le Tellier de Louvois, homme d'État français († 16 juillet 1691).
- 1689 : Montesquieu (Charles Louis de Secondat dit), philosophe français († 10 février 1755)[5].

### XVIIIesiècle
- 1743 : Louis-Claude de Saint-Martin, philosophe français (†  14 octobre 1803).
- 1750 : Johann Gottlob Schneider, philologue et naturaliste allemand († 12 janvier 1822).
- 1782 : Daniel Webster, homme politique et diplomate américain († 24 octobre 1852).
- 1794 : Prosper Garnot, naturaliste français († 8 octobre 1838).

### XIXesiècle
- 1813 : Joseph Glidden, fermier américain, inventeur du fil de fer barbelé († 9 octobre 1906).
- 1827 : Charles Tardieu de Saint Aubanet, agent de renseignements français († 23 juillet 1902).
- 1835 : César Cui (Це́зарь Анто́нович Кюи́), compositeur russe († 26 mars 1918).
- 1840 : Emmanuel de Crussol, 12e duc d'Uzès († 28 novembre 1878).
- 1841 : Emmanuel Chabrier, compositeur français († 13 septembre 1894)[5].
- 1856 : Luigi Bianchi, mathématicien italien († 6 juin 1928).
- 1865 : « El Espartero » (Manuel García Cuesta dit), matador espagnol († 27 mai 1894).
- 1869 : Félix Plessis, sculpteur français († 14 janvier 1948).
- 1872 : Paul Léautaud, écrivain français († 22 février 1956)[5].
- 1873 : Alfred von Bary, ténor germano-maltais († 13 septembre 1926).
- 1879 : Henri Giraud, militaire français au grade de général († 11 mars 1949).
- 1880 : Paul Ehrenfest, mathématicien autrichien († 25 septembre 1933).
- 1881 : Gaston Gallimard, éditeur français († 25 décembre 1975)[5].
- 1882 :
  - Gaston Caudron, aviateur français († 10 décembre 1915).
  - Alan Alexander Milne, écrivain et humoriste britannique († 31 janvier 1956).
- 1884 : Martin Tuszkay, affichiste et graphiste hongrois († 21 novembre 1940).
- 1886 :
  - Jeanne Demons, actrice canadienne († 27 novembre 1958).
  - Ștefan Dimitrescu, peintre et dessinateur roumain († 22 mai 1933).
  - Alexandre Drankov, photographe et réalisateur russe († 3 janvier 1949).
  - Muhammad Loutfi Goumah, écrivain égyptien († 15 juin 1953).
  - Sōichi Kakeya, mathématicien japonais († 9 janvier 1947).
- 1892 : Oliver Hardy, acteur humoristique et duettiste américain († 7 août 1957).
- 1896 : Ville Ritola, athlète finlandais († 24 avril 1982).

### XXesiècle
- 1901 : Ivan Georgievitch Petrovsky (Иван Георгиевич Петровский), mathématicien russe († 15 janvier 1973).
- 1902 : Émile Aillaud, architecte français († 29 décembre 1988).
- 1903 : Berthold Goldschmidt, compositeur et chef d'orchestre britannique († 17 octobre 1996).
- 1904 : Cary Grant (Archibald Alexander Leach dit), acteur américain († 29 novembre 1986).
- 1905 : Giuseppe Carlo « Joseph » Bonanno, gangster américain († 11 mai 2002).
- 1908 :
  - Jacob Bronowski, mathématicien et biologiste polonais († 22 août 1974).
  - Guy de Larigaudie, scout de France, écrivain, explorateur, conférencier et journaliste français († 11 mai 1940).
- 1910 : Pierre Jacquinot, physicien français académicien ès sciences († 22 septembre 2002).
- 1911 : Danny Kaye (David Daniel Kaminski dit), chanteur, humoriste et acteur américain († 3 mars 1987).
- 1914 : Arno Schmidt, écrivain allemand († 3 juin 1979).
- 1915 :
  - Charles Joseph Sylvanus « Syl » Apps, hockeyeur professionnel canadien († 24 décembre 1998).
  - Roger Bésus, écrivain français († 17 février 1994).
  - Arnold Smith, diplomate canadien († 7 février 1994).
- 1916 : Marie Susini, romancière française († 22 août 1993).
- 1917 : Louis Perrein, homme politique français († 21 juin 2004).
- 1918 : 
  - Gustave Gingras, médecin québécois, fondateur de l’Institut de réadaptation de Montréal († 9 mai 1996).
  - Ricard Viladesau, compositeur et soliste espagnol († 26 janvier 2005).
- 1921 : 
  - Paulette Falbisaner, résistante française en Alsace pendant la Seconde Guerre mondiale († 14 avril 1997).
  - Serge Groussard, journaliste et écrivain français († 2 janvier 2016).
- 1922 : Bob Bell, acteur américain alias Bozo le clown († 8 décembre 1997).
- 1925 : 
  - Gilles Deleuze, philosophe français († 4 novembre 1995)[5].
  - Bengt Eklund, acteur suédois († 19 janvier 1998).
- 1928 : Franciszek Pieczka, acteur de théâtre et de cinéma polonais († 23 septembre 2022).
- 1930 : Maria de Lourdes Pintasilgo, femme politique portugaise, Première ministre du Portugal de 1979 à 1980 († 10 juillet 2004).
- 1932 : Robert Anton Wilson, philosophe américain († 11 janvier 2007).
- 1933 :
  - John Boorman, réalisateur, producteur et scénariste britannique.
  - Ray Dolby, ingénieur américain († 12 septembre 2013).
  - Lyla Rocco (Maria Luisa Rocco), actrice. († 17 janvier 2015)
  - Jean Vuarnet, skieur français († 2 janvier 2017)[5].
  - David Bellamy, botaniste et écrivain britannique († 11 décembre 2019).
- 1935 : Albert Millaire, acteur et metteur en scène québécois († 15 août 2018).
- 1936 : 
  - Claude Chalaguier, auteur et metteur en scène français († 20 janvier 2019).
  - Dieter Krause, kayakiste allemand champion olympique († 23 août 2020).
  - Joan Root, cinéaste kényane († 13 janvier 2006).
- 1937 :
  - Christian de Chergé, prêtre catholique français († 21 mai 1996).
  - John Hume, homme politique nord-irlandais, co-prix Nobel de la Paix († 3 août 2020).
  - Lucyan David Mech, zoologiste américain.
  - Luzius Wildhaber, juriste suisse, président de la Cour européenne des droits de l'homme de 1998 à 2007 († 21 juillet 2020).
  - Yukio Endō, gymnaste japonais quintuple champion olympique († 25 mars 2009).
- 1938 : 
  - Curt Flood, joueur de baseball professionnel américain († 20 janvier 1997).
  - Anatoliy Kolesov, lutteur soviétique champion olympique († 2 janvier 2012).
- 1941 :
  - Denise Bombardier, animatrice et productrice québécoise de radio et de télévision († 4 juillet 2023).
  - Roswitha Esser, kayakiste allemande double championne olympique.
  - Robert « Bobby » Goldsboro, auteur-compositeur, interprète et animateur de télévision américain.
  - David Ruffin, musicien américain († 1er juin 1991).
- 1943 : Paul Freeman, acteur britannique.
- 1944 :
  - Carl Morton, joueur de baseball américain († 12 avril 1983).
  - Alexander Van der Bellen, économiste écologiste et homme d'État autrichien, président fédéral depuis 2017.
- 1946 : Joseph Deiss, économiste et homme politique suisse, conseiller fédéral de 1999 à 2006.
- 1947 :
  - Bertrand Auban, homme politique français.
  - Lyne Cohen-Solal, femme politique française.
  - Takeshi Kitano (北野 武), réalisateur japonais.
- 1948 : 
  - Jacques Briat, homme politique français.
  - Valeri Iardy, coureur cycliste soviétique champion olympique († 1er août 1994).
- 1949 :
  - Franz-Olivier Giesbert, journaliste français[5].
  - Philippe Starck, designer et architecte français[5].
- 1950 : Gilles Villeneuve, pilote de F1 canadien († 8 mai 1982)[5].
- 1954 :
  - Thierry Foucaud, homme politique français.
  - Bernard Vallet, cycliste français.
- 1955 :
  - Kevin Costner, acteur et réalisateur américain.
  - Fernando Trueba, réalisateur espagnol.
- 1956 :
  - Mark Collie, acteur américain.
  - Elli Medeiros, chanteuse uruguayenne francophone.
- 1957 : 
  - Patrice Baudrier, comédien de doublage vocal français (de Jean-Claude Van Damme entre autres).
  - Elmar Borrmann, épéiste allemand double champion olympique.
- 1958 :
  - Bernard Genghini, footballeur français.
  - Jeffrey Williams, astronaute américain.
- 1959 : 
  - Soheila Jolodarzadeh, femme politique iranienne.
  - Hervé Wattecamps, général breton.
  - Claus Erhorn, cavalier allemand champion olympique.
- 1960 : 
  - Mark Rylance, acteur, dramaturge et metteur en scène de théâtre britannique.
  - Anatoly Starostin, pentathlonien soviétique champion olympique.
- 1961 : Mark Messier, hockeyeur canadien.
- 1962 :
  - Alison Arngrim, actrice américaine.
  - Francisco Ferreras, apnéiste cubain.
  - David O'Connor, cavalier américain champion olympique.
- 1963 : 
  - Maxime Bernier, homme politique québécois.
  - Peter Stamm, écrivain suisse.
- 1964 : 
  - Patrick Esposito Di Napoli, musicien d’origine française, membre du groupe Les Colocs († 13 novembre 1994).
  - Virgil Hill, boxeur américain, champion du monde.
- 1965 : Valérie Damidot, animatrice de télévision française.
- 1966 :
  - Aleksandr Khalifman (Александр Валерьевич Халифман), joueur d'échecs russe.
  - Alexandre Varaut, homme politique français.
- 1968 : Pierre Charvet, musicien, compositeur, musicologue, historien, animateur et programmateur occitan sur France Musique.
- 1969 : David Bautista, catcheur américain.
- 1970 : Peter Van Petegem, cycliste belge.
- 1971 :
  - Jonathan Davis, chanteur américain du groupe Korn.
  - Christian Fittipaldi, pilote de F1 brésilien.
  - Josep "Pep" Guardiola, footballeur et entraîneur de football espagnol.
- 1972 : Bernhard Schümperli, joueur de hockey sur glace suisse.
- 1974 :
  - Christian Burns (musicien) (en), musicien anglais, membre du groupe  BBMak (en).
  - Claire Coombs, princesse de Belgique.
- 1977 :
  - Didier Dinart, handballeur français.
  - Jean-Patrick Nazon, cycliste français.
- 1978 : Thor Hushovd, cycliste norvégien.
- 1979 : Brian Gionta, hockeyeur professionnel américain.
- 1980 :
  - Estelle, chanteuse et rappeuse britannique.
  - Nia Künzer, footballeuse allemande.
  - Jason Segel, acteur américain.
- 1981 :
  - Zeina Abirached, auteure, dessinatrice de bande dessinée et illustratrice franco-libanaise.
  - Christophe Kern, cycliste sur route français.
  - Olivier Rochus, joueur de tennis belge.
- 1982 : Álvaro Pérez Mejía, footballeur espagnol.
- 1984 :
  - Ophélie Meilleroux, footballeuse française.
  - Alaixys Romao, footballeur togolais.
  - Cho Seung-hui (조승희), meurtrier coréen, auteur de la fusillade de l'université Virginia Tech († 16 avril 2007).
- 1985 :
  - Dale Begg-Smith, skieur acrobatique australien né au Canada.
  - Kesarin Chaichalermpol, actrice thaïlandaise.
  - Elke Clijsters, joueuse de tennis belge.
  - Riccardo Montolivo, footballeur italien.
  - Alberto Moralès, rink hockeyeur franco-argentin.
- 1987 :
  - Johan Djourou, footballeur suisse.
  - Caroline Mani, cycliste sur route, sur piste et de VTT française.
- 1988 : Angelique Kerber, joueuse de tennis allemande.
- 1989 :
  - Chen Long (諶龍), joueur de badminton chinois.
  - Rubén Miño, footballeur espagnol.
- 1990 :
  - Gorgui Dieng, basketteur sénégalais.
  - Hayle İbrahimov, athlète de fond azerbaïdjanais.
  - Nacho (José Ignacio Fernández Iglesias dit), footballeur espagnol.
  - Alexander « Alex » Pietrangelo, hockeyeur sur glace canadien.
- 1991 : Mohamed El Yousfi (محمد يوسفي), footballeur marocain.
- 1992 :
  - Mathieu Faivre, skieur alpin français.
  - Reema Juffali, pilote automobile saoudienne.
- 1994 : Minzy (Kong Min-ji (공민지) dite), chanteuse sud-coréenne.
- 1997 : Emil Audero, footballeur italien.
- 1999 : Gary Trent Jr., basketteur américain.

### XXIesiècle
- 2001 : Thomas Raggi, guitariste du groupe de rock italien Måneskin.

## Décès

### Vesiècle
- 474 : Léon Ier, empereur byzantin de 457 à 474 (° v. 411).

### XIIIesiècle
- 1271 : Marguerite de Hongrie, moniale dominicaine hongroise (° 27 janvier 1242).

### XIVesiècle
- 1360 : Louis Ier, seigneur de Mantoue (° 1268).
- 1367 : Pierre Ier dit Pierre le Justicier, roi de Portugal de 1357 à 1367 (° 8 avril 1320).

### XVesiècle
- 1471 : Go-Hanazono (後花園天皇), empereur du Japon de 1428 à 1464 (° 10 juillet 1419).
- 1479 : Louis IX, duc de Bavière-Landshut de 1450 à 1479 (° 23 février 1417).

### XVIesiècle
- 1547 : Pietro Bembo, cardinal italien (° 20 mai 1470).
- 1586 : Marguerite de Parme, régente des Pays-Bas, fille de Charles Quint (° 5 juillet 1522).

### XVIIesiècle
- 1677 : Jan van Riebeeck, colon néerlandais (° 21 avril 1619).

### XVIIIesiècle
- 1739 : Samuel Bernard, financier français (° 29 octobre 1651).
- 1782 : John Pringle, médecin britannique (° 10 avril 1707).

### XIXesiècle
- 1803 : Sylvain Maréchal, écrivain français (° 15 août 1750).
- 1842 : Ludvig Manthey, pharmacien danois (° 3 juin 1769).
- 1855 : Pierre Romuald De Cauwer, peintre belge (° 19 février 1783).
- 1862 : John Tyler, home politique et avocat américain, 10e président des États-Unis de 1841 à 1845 (° 29 mars 1790).
- 1873 : Edward Bulwer-Lytton, écrivain et homme politique britannique (° 25 mai 1803).
- 1878 : Antoine Becquerel, physicien français (° 8 mars 1788).
- 1885 :
  - Jean Denoize, homme politique français (° 25 mars 1801).
  - Charles Downing, horticulteur et essayiste américain (° 9 juillet 1802).
  - Édouard Kratz, homme politique français (° 4 juillet 1803).
- 1886 :
  - Adolphe-Félix Gatien-Arnoult, homme politique français (° 30 octobre 1800).
  - Gyula Rochlitz, architecte hongrois (° 5 décembre 1825).
  - Josef Tichatschek, chanteur d'opéra allemand (° 11 juillet 1807).
  - Baldassare Verazzi, peintre italien (° 6 janvier 1819).

### XXesiècle
- 1936 : Rudyard Kipling, écrivain britannique, prix Nobel de littérature de 1907 (° 30 décembre 1865).
- 1949 : Charles Ponzi, escroc italo-américain (° 3 mars 1882).
- 1954 : Sydney Greenstreet, acteur britannique (° 27 décembre 1879).
- 1955 : Mourad Didouche, héros de la guerre d'indépendance d'Algérie (° 13 juillet 1927).
- 1963 : 
  - Hugh Gaitskell, homme politique britannique (° 9 avril 1906).
  - James Park Woods, militaire australien (° 4 janvier 1886).
- 1968 : Albert Jerome « Bert » Wheeler, acteur américain (° 7 avril 1895).
- 1970 : Fannie Tremblay (Stéphanie Massey dite), actrice québécoise (° 5 janvier 1885).
- 1973 : Lucie de Vienne, actrice québécoise d’origine française (° 22 juin 1902).
- 1977 : Yvonne Printemps (Yvonne Wigniolle dite), actrice dramatique et lyrique française (° 25 juillet 1894).
- 1978 : Carl Betz, acteur américain (° 9 mars 1921).
- 1980 : Cecil Beaton, photographe et designer britannique (° 14 janvier 1904).
- 1989 : Bruce Chatwin, romancier britannique (° 13 mai 1940).
- 1993 : Simonne Monet-Chartrand, militante féministe, pacifiste, syndicaliste et femme de lettres canadienne (° 4 novembre 1919).
- 1995 : Adolf Butenandt, chimiste allemand, prix Nobel de chimie en 1939 (° 24 mars 1903).
- 1996 : 
  - Leonor Fini, peintre, illustratrice et costumière argentine (° 30 août 1908).
  - Endel Puusepp, pilote de chasse soviétique puis estonien (° 1er mai 1909).
- 1998 : 
  - Maria Judite de Carvalho, écrivaine portugaise (° 18 septembre 1921).
  - Guy Charbonneau, homme d'État canadien (° 21 juin 1922).
  - Josip Uhač, cardinal yougoslave de la curie romaine (° 20 juillet 1924).
- 1999 : 
  - Lucille Kallen, dramaturge, scénariste et auteur de romans policiers américaine (° 28 mai 1922).
  - Henri Romagnesi, mycologue français (° 7 février 1912).
- 2000 :
  - Frances Drake, actrice américaine (° 22 octobre 1912).
  - Gésip Légitimus, producteur de télévision français (° 22 août 1930).
  - Arthur Nash, hockeyeur sur glace canadien (° 5 septembre 1914).
  - Margarete Schütte-Lihotzky, architecte autrichienne (° 23 janvier 1897).

### XXIesiècle
- 2001 : Albert Samuel « Al » Waxman, acteur canadien (° 2 mars 1935).
- 2002 : Alex Hannum, basketteur puis entraîneur américain (° 19 juillet 1923).
- 2003 : Luis Castañer, footballeur espagnol (° 26 août 1932).
- 2005 : Robert Moch, rameur américain (° 20 juin 1914).
- 2006 : 
  - Pierre-Joël Bonté, homme politique français (° 27 décembre 1946).
  - Leonardo Ribeiro de Almeida, homme d'État portugais (° 19 septembre 1924).
  - Anton Rupert, homme d'affaires sud-africain (° 4 octobre 1916).
  - Jan Twardowski, poète polonais (° 1er juin 1915).
- 2007 : Julie Winnefred Bertrand, centenaire québécoise, doyenne de l’humanité à 115 ans (° 16 septembre 1891).
- 2010 : Catherine Frances « Kate » McGarrigle, auteure-compositrice et interprète québécoise de musique folk (° 6 février 1946).
- 2015 : Alberto Nisman, magistrat argentin (° 5 décembre 1963).
- 2016 :
  - Glenn Frey, musicien américain, guitariste du groupe Eagles (° 6 novembre 1948).
  - Michel Tournier, écrivain français, membre honoraire de l'Académie Goncourt (° 19 décembre 1924).
- 2017 : Roberta Peters, soprano colorature américaine (° 4 mai 1930).
- 2018 : Stansfield Turner, militaire américain, directeur de la CIA de 1977 à 1981 (° 1er décembre 1923).
- 2021 : 
  - Jean-Pierre Bacri, acteur, scénariste, dialoguiste et homme de cinéma et de théâtre français (° 24 mai 1951).
  - Catherine Rich (Renouvin épouse Rich), actrice française de théâtre, télévision et cinéma (° 10 juin 1932).
  - Volodymyr Tcherniak, homme politique ukrainien (° 26 octobre 1941).
- 2022 : Jonathan Brown, historien américain de l'art, spécialiste de l'Espagne (° 15 juillet 1939).
- 2023 (ou 19 janvier) : David Crosby, guitariste, chanteur et compositeur américain de divers groupes (° 14 août 1941).
- 2025 :
  - Bruno Brel, auteur-compositeur-interprète et écrivain belge (° 24 septembre 1951).
  - Jérôme Chevallier, coureur cycliste français (° 28 septembre 1974).
  - Don Cupitt, théologien et philosophe britannique (° 22 mai 1934).
  - Charles A. Doswell III, météorologue américain (° 5 novembre 1945).

## Célébrations

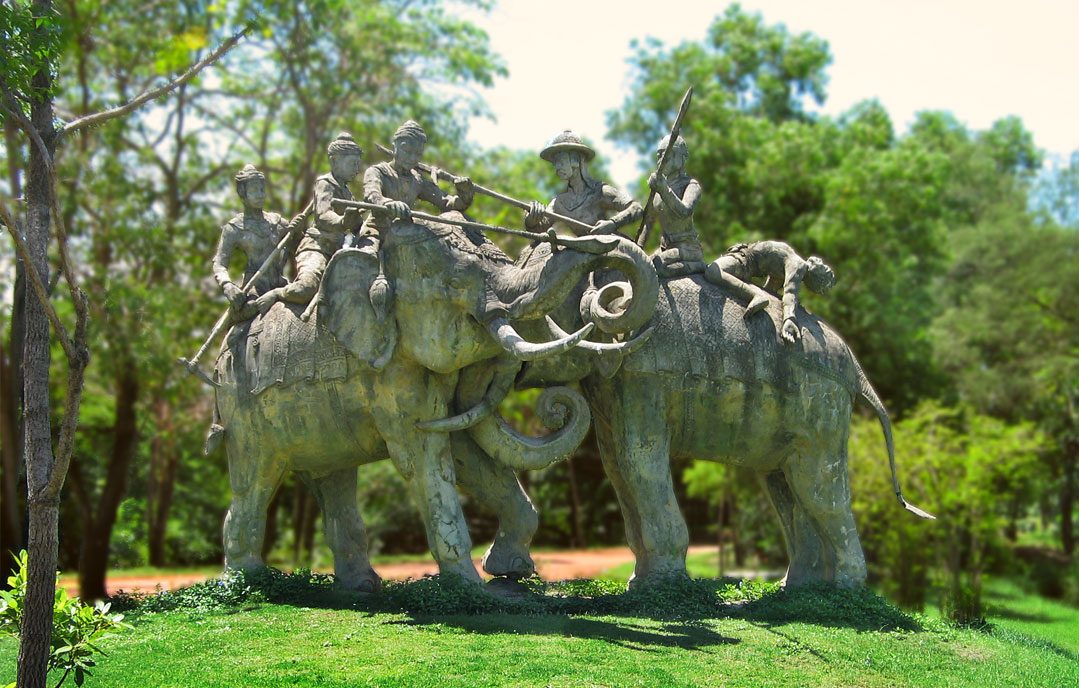
Statue dans le musée historique en plein air de l'Ancien Siam à Muang Boraan en Thaïlande, évoquant la grande bataille de Yuthahatthi entre le roi de Thaïlande Naresuan et le prince royal de Birmanie Michit Sra en 1593.

### Internationales et nationales
- Lima (Pérou) : semaine de Lima en commémoration de sa création en 1535 par Francisco Pizarro (voir ci-avant).
- Pica (Chili) : célébration de la création de la ville en 1536.
- Thaïlande : journée des forces armées royales et jour du duel des éléphants / วันสมเด็จพระนเรศวรมหาราช en souvenir du combat singulier entre le roi Naresuan de Thaïlande et le prince royal Minchit Sra de Birmanie en 1593 (illustration non loin).

### Religieuses
- Catholicisme : 
  - semaine de prière pour l'unité des chrétiens ;
  - chaire de saint Pierre à Rome jusqu'au Concile Vatican II vers 1960, transférée au 22 février depuis malgré deux dictons demeurés (ci-après).

### Saints des Églises chrétiennes

#### Saints des Églises catholiques et orthodoxes
Saints des Églises catholiques et orthodoxes :
- Archélas, Thècle et Suzanne († 293), vierges et martyres à Salerne.
- Athanase d'Alexandrie († 328), évêque et père de l'Église - date orthodoxe[7]. Fêté le 2 mai en Occident.
- Athénogène († 196), martyr dans la région du Pont.
- Baudran († Xe siècle), abbé du monastère de Lure, non loin de Luxeuil ci-dessus.
- Cosconius, Zénon et Mélanippe († ?), martyrs à Nicée en Bithynie.
- Cyrille d'Alexandrie († 444), évêque et père de l'Église - date orthodoxe. Fêté le 27 juin en Occident comme Docteur de l'Église.
- Del de Lure († 625) — ou « Déicole » —, moine de Luxeuil puis fondateur de l'abbaye de Lure ci-dessous.
- Messaline († 253), Vierge martyre.
- Mosée et Ammon († 250), martyrs à Alexandrie.
- Prisca la Romaine († 54), martyre à Rome.
- Successus, Paul et Lucius († 248), évêques et martyrs à Carthage.
- Ulfrid († 1028), évêque missionnaire à Stockholm, martyrisé par les adeptes du dieu scandinave Thor.
- Vénérand († 423), 7e évêque de Clermont-Ferrand en Auvergne.
- Volusien († 498), 7e évêque de Tours.

#### Saints et bienheureux des Églises catholiques
Saints et bienheureux des Églises catholiques :
- André Grego de Piscara († 1485), bienheureux religieux dominicain italien.
- Béatrice d'Este († 1262), bienheureuse moniale italienne.
- Christine Ciccarelli († 1543), bienheureuse religieuse italienne prieure augustine d'un monastère dans l'Aquilée[8].
- Fazzio (en) († 1272), bienheureux laïc italien.
- Félicité Pricet, Monique Pichery, Carole Lucas et Victoire Gusteau († 1794), bienheureuses Laïques françaises martyres.
- Jaime Hilario († 1937), religieux espagnol frère des écoles chrétiennes martyrisé pendant la guerre civile espagnole.
- Marie Thérèse Fasce († 1947), bienheureuse religieuse espagnole abbesse augustine à Cascia.
- Marguerite de Hongrie († 1271), princesse hongroise devenue moniale dominicaine près de Budapest.
- Régine Protmann († 1613), bienheureuse religieuse polonaise fondatrice de la congrégation de Sainte-Catherine.

#### Saint orthodoxe,aux dates parfois"juliennes"ou orientales
- Maxime de Serbie († 1546), prince devenu évêque puis moine.

### Prénoms du jour[Où?]
Bonne fête aux Prisca et ses dérivés : Précilla, Prescillia, Prisce, Prisciane, Priscilla, Priscillia, Priska, Prisque, etc.
Et aussi aux :
- Gwendal et ses variantes autant bretonnes : Gwenda, Gwendaël, Gwendaline, Gwendel, Gwendolan, Gwendoline, Gwendolyne, etc.
- Aux Messala, Messaline.

## Traditions et superstitions

### Dictons
- « Neige à sainte Prisca, la belle année que voilà. »[9]
- « À la Saint-Pierre, l'hiver s'en va ou se resserre. »
- « Saint-Pierre pluvieux est pour trente jours dangereux. » (ces deux derniers dictons plutôt d'avant 1960 comme résumé plus haut en référence et révérence à la vénération de la chaire de Saint Pierre à Rome)
- « Entre le 10 et le 20 janvier, les plus contents sont les drapiers. »[10] (voir mois du blanc d'hiver, soldes d'hiver, en Europe de l'Ouest etc.)

### Astrologie
- Signe du zodiaque : 28e jour du signe astrologique du Capricorne.

## Toponymie
- Les noms de plusieurs voies, places, sites ou édifices de pays ou régions francophones contiennent cette date sous diverses graphies : voir Dix-Huit-Janvier .